# Superettan de 2019
A Segunda Liga do Campeonato Sueco de Futebol de 2019 - Superettan de 2019 – começou em março e terminou em novembro.

A competição foi disputada por 16 clubes, contando com os novos participantes, despromovidos da Allsvenskan - Dalkurd FF,  Trelleborgs FF e  IF Brommapojkarna, e promovidos da Division 1 -  Mjällby AIF, Syrianska FC e Varbergs BoIS.
O campeão da temporada foi o Mjällby AIF de Hällevik, e o vice-campeão foi o Varbergs BolS de Varberg, que se classificaram para a Allsvenskan de 2020.

Os despromovidos à Division 1 no fim desta época foram o Syrianska FC e o IF Brommapojkarna.

O Östers IF e o IK Frej Täby terão de disputar um playoff com os dois clubes da Division 1 - o Landskrona BolS e o Umeå FC.

## Campeão
| Superettan 2019     |
| Sweden              |
| ------------------- |
| Mjällby AIF Campeão |

## Participantes
- Dalkurd FF
- Degerfors IF
- GAIS
- Halmstads BK
- IF Brommapojkarna
- IK Brage
- IK Frej Täby
- Jönköpings Södra IF
- Mjällby AIF
- Norrby IF
- Örgryte IS
- Östers IF
- Syrianska FC
- Trelleborgs FF
- Varbergs BolS
- Västerås SK